# Confederazione europea di scherma
La Confederazione europea di scherma (Confédération européenne d'escrime in francese ed European Fencing Confederation in inglese; fino al 1997 Unione Europea di Scherma) è la federazione continentale che governa la scherma in Europa.
Alla fondazione aveva sede a Gröbenzell, nei pressi di Monaco di Baviera, per poi trasferirsi in Lussemburgo presso la sede della federazione schermistica locale.
Organizza le attività ed i campionati di livello europeo, dai cadetti agli assoluti.

## Organi
Gli organi della Confederazione sono il Presidente (affiancato da alcuni Vice-Presidenti), il Direttore Generale, il Congresso (che è annuale), il Comitato Esecutivo, il Consiglio e il Comitato Tecnico.
| No. | Periodo     | Nome                 | Nazione     |
| --- | ----------- | -------------------- | ----------- |
| 1   | 1991 – 1996 |                      |             |
| 2   | 1996 – 2005 | Jenő Kamuti          | Ungheria    |
| 3   | 2005 – 2008 | Alisher Usmanov      | Russia      |
| 4   | 2008 – 2015 | Frantisek Janda      | Rep. Ceca   |
| 3   | 2016 – 2022 | Stanislav Pozdnjakov | Russia      |
| 3   | 2022 – 2024 | Giorgio Scarso       | Italia      |
| 3   | 2024 –      | Pascal Tesch         | Lussemburgo |

## Competizioni
- Campionati europei di scherma (organizzati con cadenza annuale) - 1981
- Campionati europei Under-23 di scherma (organizzati con cadenza annuale) - 2008
- Campionati europei giovani di scherma (organizzati con cadenza annuale) - 1992
- Campionati europei cadetti di scherma (organizzati con cadenza annuale) - 2007
- Veteran - 1991[6]

## Federazioni affiliate
Al 2011 la Confederazione contava 44 federazioni nazionali affiliate.
| No. | Nazione            | Federazione                                    | Pagina web |
| --- | ------------------ | ---------------------------------------------- | ---------- |
| 1   | Armenia            | Federazione Armena di Scherma                  |            |
| 2   | Austria            | Federazione Austriaca Scherma                  |            |
| 3   | Azerbaigian        | Federazione Azera di Scherma                   |            |
| 4   | Belgio             | Reale Federazione Belga di Scherma             |            |
| 5   | Bielorussia        | Federazione Bielorussa di Scherma              |            |
| 6   | Bulgaria           | Federazione Bulgara di Scherma                 |            |
| 7   | Cechia             | Federazione Ceca di Scherma                    |            |
| 8   | Cipro              | Federazione Cipriota di Scherma                |            |
| 9   | Croazia            | Federazione Croata di Scherma                  |            |
| 10  | Danimarca          | Federazione Danese di Scherma                  |            |
| 11  | Eire               | Federazione Irlandese di Scherma               |            |
| 12  | Estonia            | Federazione Estone di Scherma                  |            |
| 13  | Finlandia          | Unione Finlandese di Scherma                   |            |
| 14  | Francia            | Federazione Francese di Scherma                |            |
| 15  | Georgia            | Federazione Georgiana di Scherma               |            |
| 16  | Germania           | Federazione Tedesca di Scherma                 |            |
| 17  | Grecia             | Federazione Greca di Scherma                   |            |
| 18  | Islanda            | Federazione Islandese di Scherma               |            |
| 19  | Israele            | Associazione Israeliana di Scherma             |            |
| 20  | Italia             | Federazione Italiana Scherma                   |            |
| 21  | Lettonia           | Federazione Lettone di Scherma                 |            |
| 22  | Lituania           | Federazione Lituana di Scherma                 |            |
| 23  | Lussemburgo        | Federazione Lussemburghese di Scherma          |            |
| 24  | Macedonia del Nord | Federazione di Scherma della Macedonia         |            |
| 25  | Malta              | Associazione Maltese di Scherma                |            |
| 26  | Moldavia           | Federazione Moldava di Scherma                 |            |
| 27  | Monaco             | Federazione Monegasca di Scherma               |            |
| 28  | Norvegia           | Federazione Norvegese di Scherma               |            |
| 29  | Paesi Bassi        | Reale Federazione Generale Olandese di Scherma |            |
| 30  | Polonia            | Federazione Polacca di Scherma                 |            |
| 31  | Portogallo         | Federazione Portoghese di Scherma              |            |
| 32  | Regno Unito        | Associazione Britannica di Scherma             |            |
| 33  | Romania            | Federazione Romena di Scherma                  |            |
| 34  | Russia             | Federazione Russa di Scherma                   |            |
| 35  | San Marino         | Federazione Sammarinese di Scherma             |            |
| 36  | Serbia             | Federazione Serba di Scherma                   |            |
| 37  | Slovacchia         | Federazione Slovacca di Scherma                |            |
| 38  | Slovenia           | Federazione Slovena di Scherma                 |            |
| 39  | Spagna             | Reale Federazione Spagnola di Scherma          |            |
| 40  | Svezia             | Federazione Svedese di Scherma                 |            |
| 41  | Svizzera           | Associazione Svizzera di Scherma               |            |
| 42  | Turchia            | Federazione Turca di Scherma                   |            |
| 43  | Ucraina            | Federazione Ucraina di Scherma                 |            |
| 44  | Ungheria           | Federazione Ungherese di Scherma               |            |